# Malcolm Kennard
Malcolm Kennard (ur. 1967 w Sydney)  – australijski aktor telewizyjny i filmowy. 

## Kariera
Jego pierwszą rolą był mały epizod, w filmie The Year My Voice Broke. Na dużym ekranie debiutował w 1992 roku w filmie Secrets.  
W 1993 roku Kennard zagrał rolę w dramacie Joh's Jury, za który dostał nominację do nagrody Australijskiej Akademii Filmowej AACTA. Rok później wystąpił w thrillerze Siódme piętro, u boku Brooke Shields. W roku 1997 otrzymał główną rolę w popularnym filmie Diana i ja.
W 2003 roku wystąpił w przeboju kinowym Matrix Reaktywacja, występując u boku Keeanu Reves'a czy Laurence'a Fishburne'a - zagrał postać Abla.
Wystąpił w wielu popularnych na całym świecie serialach m.in.: Ucieczka w kosmos, Chata pełna Rafterów, G.P.

## Wybrana filmografia
Filmy 
- 1987: The Year My Voice Broke jako uczeń
- 1992: Secrets jako Danny
- 1993: Joh's Jury jako Luke
- 1994: Siódme piętro, (The Seventh Floor) jako Greg
- 1997: Amy jako Brian
- 1997: Diana i ja, (Diana & Me) jako Mark Fraser
- 1998: Never Tell Me Never jako Tim Blake
- 2003: Matrix Reaktywacja, (The Matrix Reloaded) jako Abel
- 2004: Historia Natalie Wood, (The Mystery of Natalie Wood) jako Christopher Walken
- 2010: Igła, (Needle) jako detektyw Reddick

 Seriale 
- 1992: G.P. jako Julian Faye
- 1998: Wildside jako Colin Armstrong
- 1998: Tropem zbrodni, (Murder Call) jako Marty Matthews
- 1998: Stingers jako Nick Torris
- 2000: Ucieczka w kosmos jako Melak
- 2008: Chata pełna Rafterów jako Ronan (gościnnie)
- 2011: Gliniarze z Melbourne jako Col Rainey
- 2012: The Straits jako inspektor Sutherland